# Richard Engel (Regisseur)
Richard Engel (* 23. April 1940 in Sète im Département Hérault, Frankreich) ist ein deutscher Filmregisseur, Drehbuchautor und Filmproduzent.

## Leben
Engel ist der Sohn einer links orientierten Holländerin und eines deutschen Kommunisten, der damals in der Résistance gearbeitet hat. Beide hatten sich bei den Internationalen Brigaden in Spanien kennengelernt. Sein Vater übernahm 1948 Funktionen bei der Defa. Nach einem Studium der Babelsberger Filmhochschule sind erste Regiearbeiten ab 1969 für den Deutschen Fernsehfunk, das spätere Fernsehen der DDR, nachzuweisen. Neben Regieaufgaben widmete er sich auch mehrmals dem Schreiben von Drehbüchern. Nach der Wende übernahm er, neben diversen Arbeiten für Fernsehserien.
Engel drehte und produzierte zwei Dokumentarfilmen über den Baggerführer Gerhard Gundermann und über die Friedensaktivistin Käthe Reichel. Nach Fertigstellung von Gundi Gundermann 1981 bemühte sich Engel zwei Jahre lang, um von den Chefs des DDR-Fernsehens, die 70 Änderungsvorschläge vorbrachten, einen Sendetermin zu bekommen. Gesendet wurde der Film schließlich Ende Januar 1983 im Nachtprogramm. Gundermann-Film Nr. 2, Ende der Eisenzeit, gedreht nach der Wende und im Rohschnitt 1998 fertiggestellt, wurde vom RBB abgelehnt und hatte seine Premiere erst Anfang 1999 in der Berliner Volksbühne.
In den 1980er-Jahren war Richard Engel Vorsitzender der Sektion Fernsehkunst des Verbandes der Film- und Fernsehschaffenden der DDR.
Richard Engel ist mit der Schauspielerin Petra Kelling (* 1944) verheiratet und hat mit ihr zwei Töchter, Tochter Nadja Engel (* 1964), ist ebenfalls Schauspielerin.

## Filmografie
- 1974: Der erste Urlaubstag (Fernsehfilm, auch Drehbuchmitarbeit)
- 1977: Schach von Wuthenow (Fernsehfilm, auch Drehbuch)
- 1982: Polizeiruf 110: Schranken (Fernsehreihe)
- 1983: Gundi Gundermann (Dokumentarfilm, auch Drehbuch)
- 1988: Jonny kommt
- 1991: Letzte Liebe (Fernsehfilm, auch Drehbuch)
- 1997: girl friends – Freundschaft mit Herz (Fernsehserie, 3 Episoden)
- 1996–1998: Für alle Fälle Stefanie (Fernsehserie, 18 Episoden)
- 1997–1999: Freunde fürs Leben (Fernsehserie, 11 Episoden)
- 1999: Gundermann – Ende der Eisenzeit (Dokumentarfilm, auch Drehbuch und Produzent)
- 2000: Hotel Elfie (Fernsehserie, 9 Episoden)
- 2001: Bronski und Bernstein (Fernsehserie, 2 Episoden)
- 2000–2001: Stubbe – Von Fall zu Fall (Fernsehserie, 2 Episoden)
- 2002: Rosamunde Pilcher: Mit den Augen der Liebe (Fernsehfilm)
- 2004: St. Angela (Fernsehserie, 1 Episode)
- 2003–2005: Der Fürst und das Mädchen (Fernsehserie, 16 Episoden)
- 2006–2012: Familie Dr. Kleist (Fernsehserie, 21 Episoden)
- 2007–2010: In aller Freundschaft (Fernsehserie, 12 Episoden)
- 2014: Aus den Träumen eines Küchenmädchens (Dokumentarfilm, auch Drehbuchmitarbeit und Produzent)